# Aagje Zuidland-de Vries
Aagje Zuidland-de Vries (Ransdorp, 25 december 1878 – Amsterdam, 18 december 1987) was vanaf 8 december 1987 de oudste levende vrouw van Nederland, na het overlijden van Christina van Druten-Hoogakker. Zij heeft deze titel 10 dagen gedragen.
Zuidland-de Vries overleed op de leeftijd van 108 jaar en 358 dagen. Haar opvolger was Geesje Kwakkel.